# Juan Portuguez Fucigna
Juan Portuguez Fucigna también conocido como John Portuguez (San José, 9 de diciembre de 1909 - Ibídem, 22 de diciembre de  1999) fue un reconocido escultor costarricense formado en Carrara a quien se le atribuye la elaboración de más de 30 monumentos cívicos. Sus padres fueron Antonio Portuguez Solano e Inés Fucigna Froli, y desposó el 29 de enero de 1942 en Tres Ríos a Isabel Malavassi Sanabria, con quien tuvo una hija, María Isabel Portuguez Malavassi.
Juan Portuguez nace en el seno de una familia josefina dedicada al arte escultórico —su padre Antonio y su tío Alberto tenían una compañía de escultura en mármol— por lo que desde joven estuvo muy expuesto a esta rama artística, motivándole a formarse como escultor durante 13 años en Italia. Cuando regresa a Costa Rica labora brevemente en el taller familiar, y después trabaja de manera independiente, hasta que se incorpora en 1938 a la Facultad de Bellas Artes de la Universidad de Costa Rica, heredada de la Academia de Bellas Artes dirigida por Tomás Povedano de Arcos y que, por su naturaleza misma, tenía una hegemonía instructiva de pintura y graves falencias para la enseñanza de otras disciplinas.
De este modo en 1948 se le nombró decano de la Facultad de Bellas Artes, donde trabajaría por 24 años hasta 1972. Mientras dirigió la facultad uno de sus principales objetivos fue dotarla de su propio edificio, hecho que se concreta en 1968. Igualmente, se dedica a laborar como profesor de escultura, especialmente en las técnicas de modelado y bronce, así como de nivelar la enseñanza de todas las disciplinas artísticas y evitar el abandono previo que existía en otras artes que no fueran la pintura. También se enfrentó al escándalo provocado por las primeras exposiciones abstractas en el medio artístico y cultural, lo cual, en ese tiempo, representó una amenaza contra la estabilidad de la Facultad de Bellas Artes.
Finalizando su decanato y mediante un convenio con la Fundación Ford, logró construir en los años setenta un taller de fundición del bronce, el cual no solo ha servido para la enseñanza, sino también para la colaboración a escultores e instituciones que requieren de ese servicio. Tenía una gran dedicación a la docencia, oficio que alternaba con la elaboración de esculturas, especialmente, los bustos de mármol y de bronce, que conforman su mayor producción. 
En cuanto a su herencia artística son numerosos los parques e instituciones que albergan algunas de sus obras, por ejemplo, la Caja Costarricense de Seguro Social y la Suprema Corte, así como la Plaza de la Justicia tienen diversos monumentos de su elaboración. Por otro lado, en general, sus esculturas se caracterizan por sus dimensiones varias veces superiores a las normales y por vestir de saco y corbata a los protagonistas que esculpía. Falleció en 1999 en San José a los 90 años de edad.